# Zsamál Tlemszáni
Zsamál Tlemszáni (Medejja, 1955. április 16. – ) algériai válogatott labdarúgó.

## Pályafutása

### Klubcsapatban
1973 és 1979 között az algériai CR Belouizdad játékosa volt. 1979 és 1985 között Franciaországban játszott. 1979 és 1982 között a Stade Reims, 1982 és 1984 között az FC Rouen, 1984–85-ben az SC Toulon együttesében szerepelt. Az 1985–86-os szezonban Svájcban játszott a La Chaux-de-Fondsban. 1986-ban visszatért Franciaországba a Stade Quimper együtteséhez. Az 1987–88-as szezonban a Stade Rennes, az 1988–89-es idényben az US Villecresnes tagja volt. 1990-ben a Lorient játékosaként fejezte be a pályafutását.     

### A válogatottban
1982 és 1985 között 26 alkalommal szerepelt az algériai válogatottban és 3 gólt szerzett. Részt vett az 1982-es afrikai nemzetek kupáján és az 1982-es világbajnokságon.